# ويليام أغسطس دوق كمبرلاند
ويليام أغسطس، أمير بريطانيا العظمى ودوق كمبرلاند (بالإنجليزية: Prince William, Duke of Cumberland) (26 إبريل 1721م-31 أكتوبر 1765م) الولد الأصغر لجورج الثاني ملك بريطانيا العظمى وكارولين أميرة أنسبش، ودوق كمبرلاند منذ عام 1726م.

## روابط خارجية
- ويليام أغسطس دوق كمبرلاند على موقع الموسوعة البريطانية (الإنجليزية)